# Bergkvara slot
 Der er for få eller ingen kildehenvisninger i denne artikel, hvilket er et problem. Du kan hjælpe ved at angive troværdige kilder til de påstande, som fremføres i artiklen.

Bergkvara slot er en slotsruin og herregård i Bergunda socken i Växjö kommun i Kronobergs län, Småland. Bergkvara ligger ved Bergkvarasjön cirka 6 kilometer vest for Växjö. Historisk har godset ligget i Bergunda socken, Kinnevalds härad i Värend. Slotsruinen, der var opført i 1470'erne af Arvid Trolle, er et stenhus, som oprindeligt havde seks etager og fire hængetårne, forfaldt i 1600-tallet og blev til sidst en ruin i løbet af 1700-tallet. I 1790'erne upførtes en ny hovedbygning i nyklassicistisk stil af greve Arvid Eric Posse.

## Slotsruinen
- Slottsruinen 1940.
- Slottsruinen 2006.
- Slottsruinen 2006.
- Slottsruinen 2006.
- Slottsruinen 2006.